# Glicilpeptide N-tetradecanoiltransferasi
La glicilpeptide N-tetradecanoiltransferasi è un enzima appartenente alla classe delle transferasi, che catalizza la seguente reazione:
tetradecanoil-CoA + glicilpeptide ⇄ CoA + N-tetradecanoilglicilpeptide
L'enzima del lievito è altamente specifico per il tetradecanoil-CoA, ed anche per la glicina N-terminale negli oligopeptidi contenenti serina alla posizione 5. L'enzima del cuore dei mammiferi trasferisce gruppi acilici ad una specifica proteina accettore di 51 kDa.